# Australiens MotoGP 1993
Australiens MotoGP 1993 kördes den 28 mars på Eastern Creek Raceway.

## 500GP

### Slutresultat
| Plats | Förare            | Märke    | Grid | Kvaltid  |
| ----- | ----------------- | -------- | ---- | -------- |
| 1     | Kevin Schwantz    | Suzuki   | 1    | 1.31,188 |
| 2     | Wayne Rainey      | Yamaha   | 2    | 1.31,404 |
| 3     | Doug Chandler     | Cagiva   | 4    | 1.31,988 |
| 4     | Daryl Beattie     | Honda    | 3    | 1.31,471 |
| 5     | Alex Barros       | Suzuki   | 7    | 1.32,619 |
| 6     | Àlex Crivillé     | Honda    | 5    | 1.32,433 |
| 7     | Shinichi Itoh     | Honda    | 6    | 1.32,496 |
| 8     | Luca Cadalora     | Yamaha   | 10   | 1.32,708 |
| 9     | Mat Mladin        | Cagiva   | 12   | 1.33,034 |
| 10    | Niall Mackenzie   | Yamaha   | 13   | 1.33,872 |
| 11    | Laurent Naveau    | Yamaha   | 24   | 1.35,241 |
| 12    | Bernard Garcia    | Yamaha   | 18   | 1.34,811 |
| 13    | José Kuhn         | Yamaha   | 17   | 1.34,803 |
| 14    | Tsumoto Udagawa   | Yamaha   | 15   | 1.34,576 |
| 15    | Serge David       | Yamaha   | 22   | 1.35,103 |
| 16    | Sean Emmett       | Yamaha   | 26   | 1.36,084 |
| 17    | Renzo Colleoni    | Yamaha   | 25   | 1.35,622 |
| 18    | Lucio Pedercini   | Yamaha   | 27   | 1.37,081 |
| 19    | Andreas Meklau    | Yamaha   | 30   | 1.37,785 |
| 20    | J-L Romansens     | Yamaha   | 31   | 1.37,855 |
| 21    | Cees Doorakkers   | Yamaha   | 32   | 1.37,978 |
| 22    | Alan Scott        | Yamaha   | 33   | 1.38,298 |
| 23    | Toshiyuki Arakaki | Yamaha   | 21   | 1.35,032 |
| 24    | Peter Goddard     | Suzuki   | 9    | 1.32,651 |
| 25    | J.M. López Mella  | Yamaha   | 19   | 1.34,814 |
| 26    | Michael Rudroff   | Yamaha   | 16   | 1.34,666 |
| 27    | Freddie Spencer   | Yamaha   | 11   | 1.32,963 |
| 28    | Kevin Mitchell    | Yamaha   | 20   | 1.35,008 |
| 29    | Mick Doohan       | Honda    | 8    | 1.32,640 |
| 30    | John Reynolds     | Yamaha   | 14   | 1.34,238 |
| 31    | Thierry Crine     | Yamaha   | 29   | 1.37,710 |
| 32    | Jeremy McWilliams | Yamaha   | 23   | 1.35,219 |
| 33    | Marco Papa        | Librenti | 34   | 1.38,592 |
| 34    | Bruno Bonhuil     | Yamaha   | 28   | 1.37,549 |